# Sergeant Preston
Sergeant Preston (Originaltitel Sergeant Preston of the Yukon) ist eine US-amerikanische Fernsehserie von 1955, die Ende des 19. Jahrhunderts im kanadischen Yukon-Territorium an der Grenze zu Alaska spielt. Sie löste die gleichnamige Hörspielserie ab, die bereits seit 1938 durchgehend ausgestrahlt wurde. Die Erstausstrahlung erfolgte vom 29. September 1955 bis zum 25. September 1958 auf CBS. Sergeant Preston war eine der ersten Farbfernsehserien, die in Deutschland ausgestrahlt wurden. 

## Handlung
Sergeant Preston ist Mitglied der Royal Canadian Mounted Police, der kanadischen Gendarmerie. Zusammen mit seinem Diensthund King und seinem Pferd Rex sorgt er im Yukon-Territorium für Recht und Ordnung. Am Ende jeder Episode streichelt Preston seinen treuen Begleiter und sagt zu ihm: „King, der Fall kann zu den Akten!“.

## Produktionsnotizen
Die Serie wurde in Colorado gedreht. King ist nicht, wie in der Serie suggeriert wird, ein Husky, sondern ein Alaskan Malamute. Die Titelmelodie ist der Ouvertüre der komischen Oper Donna Diana entnommen.
Das ZDF strahlte ab dem 6. Mai 1967 26 Episoden aus; 27 weitere wurden 1991/92 auf ProSieben ausgestrahlt.

## Überlieferung
Eine englischsprachige DVD-Edition erschien 2009; zahlreiche Episoden sind auf youtube.com eingestellt. Eine deutschsprachige DVD-Edition liegt bislang nicht vor.